# Sander van der Weide
Sander Petrus Henricus van der Weide (* 21. Juni 1976 in Boxtel) ist ein ehemaliger niederländischer Hockeyspieler, der bei den Olympischen Spielen 2000 die Goldmedaille und bei den Olympischen Spielen 2004 die Silbermedaille gewann. 1998 war er Weltmeister und 2002 Weltmeisterschaftsdritter.

## Sportliche Karriere
Der 1,83 m große Sander van der Weide bestritt 271 Länderspiele für die niederländische Nationalmannschaft. Der Verteidiger debütierte 1996 in der Nationalmannschaft. 
Bei der Weltmeisterschaft 1998 in Utrecht belegten die Niederländer in der Vorrunde den zweiten Platz hinter der deutschen Mannschaft, wobei die Deutschen das direkte Duell mit 5:1 gewannen. Im Halbfinale bezwangen die Niederländer die Australier mit 6:2 und im Finale gewannen sie mit 3:2 nach Verlängerung gegen die Spanier. Bei der Europameisterschaft 1999 in Padua gewannen die Niederländer ihre Vorrundengruppe und besiegten im Halbfinale die Belgier mit 7:1. Im Finale gegen die deutschen Herren stand es nach 70 Minuten 3:3. Entschieden wurde das Spiel im Penaltyschießen, dass die Deutschen mit 5:4 gewannen. Hätte Sander van der Weide als fünfter Schütze seiner Mannschaft getroffen, wären die Niederländer Europameister geworden.
Bei den Olympischen Spielen 2000 in Sydney belegten die Niederländer in der Vorrunde den zweiten Platz hinter der Mannschaft Pakistans. Das Halbfinale gegen Australien gewannen die Niederländer mit 5:4 im Siebenmeterschießen, nachdem vorher kein Tor gefallen war. Das Finale gegen Südkorea endete mit 3:3, im Penaltyschießen gewannen die Niederländer mit 5:4. Sander van der Weide hatte im Halbfinale pausiert, war aber im Finale wieder dabei. Am Siebenmeterschießen war er nicht beteiligt. 
Im März 2002 bei der Weltmeisterschaft in Kuala Lumpur unterlagen die Niederländer im Halbfinale der australischen Mannschaft. Im Spiel um die Bronzemedaille bezwangen die Niederländer die Südkoreaner in der Verlängerung, nachdem Sander van der Weide mit einem Tor in der 69. Minute die Verlängerung erzwungen hatte. Bei der Europameisterschaft 2003 in Barcelona gewannen die Niederländer ihre Vorrundengruppe. Nach einer 2:5-Halbfinalniederlage gegen die Spanier verloren die Niederländer das Spiel um Bronze gegen das englische Team im Penaltyschießen. Bei den Olympischen Spielen 2004 in Athen gewannen die Niederländer einmal mehr ihre Vorrundengruppe, im dritten Vorrundenspiel absolvierte Sander van der Weide sein 200. Länderspiel. Im Halbfinale bezwangen sie die Deutschen mit 3:2. Im Finale unterlagen die Niederländer den Australiern mit 1:2 nach Verlängerung.
2005 bei der Europameisterschaft in Leipzig gewannen die Niederländer ihre Vorrundengruppe vor den Spaniern, wobei die Niederländer das direkte Duell mit 2:1 gewannen. Nach einem 5:1-Halbfinalsieg über die Belgier trafen die Niederländer im Finale wieder auf die Spanier und unterlagen 2:4. Bei der Weltmeisterschaft 2006 in Mönchengladbach verpassten die Niederländer als Gruppendritte der Vorrunde den Einzug ins Halbfinale. Am Ende belegten sie den siebten Platz. Zum Abschluss seiner Karriere nahm Sander van der Weide an den Olympischen Spielen 2008 teil. Die Niederländer gewannen ihre Vorrundengruppe, unterlagen aber im Halbfinale den Deutschen im Penaltyschießen. Abschließend verloren sie das Spiel um Bronze gegen Australien mit 2:6.
Sander van der Weide begann wie auch sein Cousin Jeroen Delmee in Boxtel beim Mixed Hockeyclub MEP. Van der Weide war mit HC ’s-Hertogenbosch und mit dem Amsterdamsche Hockey & Bandy Club niederländischer Meister. Zum Ende seiner Karriere wechselte er zum Real Club de Polo de Barcelona, mit dem er zwei spanische Meistertitel gewann.